# Yutaka Ikeuchi
Yutaka Ikeuchi (jap. 池内 豊, Ikeuchi Yutaka; * 25. August 1961 in der Präfektur Aichi) ist ein ehemaliger japanischer Fußballspieler.

## Nationalmannschaft
1983 debütierte Ikeuchi für die japanische Fußballnationalmannschaft. Ikeuchi bestritt acht Länderspiele.

## Errungene Titel
- Japan Soccer League: 1981

## Persönliche Auszeichnungen
- Japan Soccer League Rookie des Jahres: 1981